# M4 Sherman
De M4 Sherman, M4 medium tank, of populair Sherman tank, ook wel kortweg Sherman was de belangrijkste tank die in de Verenigde Staten ontwikkeld en gebouwd werd tijdens de Tweede Wereldoorlog.
De M4 medium tank, Sherman is een verdere ontwikkeling van de M3 medium tank, de M3 Lee. Ze werd vernoemd naar de Amerikaanse generaal William T. Sherman die tijdens de Amerikaanse Burgeroorlog voor de Noordelijken vocht.
De Sherman werd in oktober 1942 voor het eerst ingezet door de Britten tijdens de Eerste Slag bij El Alamein. Er werden meer dan 49.000 stuks geproduceerd. Tijdens de oorlog werd de tank behalve door de Amerikaanse strijdkrachten ook ingezet door die van Frankrijk, het Verenigd Koninkrijk en Polen; na de oorlog door die van nog veel meer landen.

## Geschiedenis

Een detailtekening van de M4A4 Sherman.

De M3 medium tank, M3 Lee (de varianten voor het Verenigd Koninkrijk onder de naam "M3 Grant") was de voorloper van de Sherman. De M3 had als belangrijkste nadelen de grote hoogte van 3,12 meter en de lage plaatsing van het 75 mm-kanon, aan de zijkant van de tank. In januari 1941 werd met het ontwerp van de opvolger begonnen. Om tijd te sparen werd besloten de belangrijkste componenten van de M3, zoals het onderstel, de motoren en aandrijving, ook voor de Sherman te gebruiken. De Sherman kreeg een 75 mm-kanon in een geschutskoepel welke een volledige cirkel kon draaien. De noodzaak voor het aparte zware kanon verviel zo: de tank was daarmee bijna 50 centimeter minder hoog dan de M3. De bemanning bestond uit vijf personen; twee minder dan voor de M3 Lee. In september 1941 was een prototype gereed en begin 1942 rolden de eerste tanks uit de fabrieken. De Sherman was relatief snel, betrouwbaar en gemakkelijk te produceren en te onderhouden.
Er zijn totaal ruim 49.000 exemplaren geproduceerd (productie stopte in 1945). Dit is meer dan de helft van alle Amerikaanse tanks die in de oorlog geproduceerd zijn en meer dan alle tanks die voor het Duitse leger zijn geproduceerd. De Chrysler Detroit Arsenal Tank Plant en de Fisher Grand Blanc Arsenal, beide fabrieken waren speciaal gebouwd voor de tankproductie, produceerden tezamen 30.000 Sherman tanks oftewel gemiddeld zo’n 25 tanks per dag.
Om de gewenste productieaantallen te behalen werden diverse motoren gebruikt voor de tank. Voor meer informatie over de motoren, zie de figuur hieronder:
| Omschrijving                 | Wright         | GM             | Chrysler       | Ford           |
| ---------------------------- | -------------- | -------------- | -------------- | -------------- |
| Type aanduiding              | R975 EC2       | 6046           | A57            | GAA            |
| Aantal cilinders             | 9              | 12             | 30             | 8              |
| Cilinderinhoud (liter)       | 15,9           | 13,9           | 20,5           | 18,0           |
| Vermogen / toeren per minuut | 400 pk / 2.400 | 410 pk / 2.900 | 425 pk / 2.850 | 500 pk / 2.600 |
| Vermogen / gewicht ratio     | 14,3 pk / ton  | 14,7 pk / ton  | 14,7 pk / ton  | 16,5 pk / ton  |
| Brandstof                    | benzine        | diesel         | benzine        | benzine        |

## Versies
| M4 Sherman: hoofdvarianten | M4 Sherman: hoofdvarianten | M4 Sherman: hoofdvarianten                | M4 Sherman: hoofdvarianten        |
| Aanduiding                 | Hoofdbewapening            | Romp                                      | Motor                             |
| -------------------------- | -------------------------- | ----------------------------------------- | --------------------------------- |
| M4                         | 75 mm                      | gelast                                    | benzine Continental R975 radiaal  |
| M4(105)                    | 105 mm houwitser           | gelast                                    | benzine Continental R975 radiaal  |
| M4 Composite               | 75 mm                      | gegoten voorkant gelaste zijkant          | gasoline Continental R975 radiaal |
| M4A1(76)W                  | 76 mm                      | gegoten                                   | benzine Continental R975 radiaal  |
| M4A2                       | 75 mm                      | gelast                                    | diesel GM 6046 2x6                |
| M4A3W                      | 75 mm                      | gelast                                    | benzine Ford GAA V8               |
| M4A3E2 "Jumbo"             | 75 mm (sommige 76 mm)      | gelast                                    | benzine Ford GAA V8               |
| M4A3E8(76)W "Easy Eight"   | 76 mm                      | gelast                                    | benzine Ford GAA V8               |
| M4A4                       | 75 mm                      | gelast verlengd                           | benzine Chrysler A57 5xL6         |
| M4A6                       | 75 mm                      | gegoten voorkant gelaste zijkant verlengd | diesel Caterpillar D200A radiaal  |

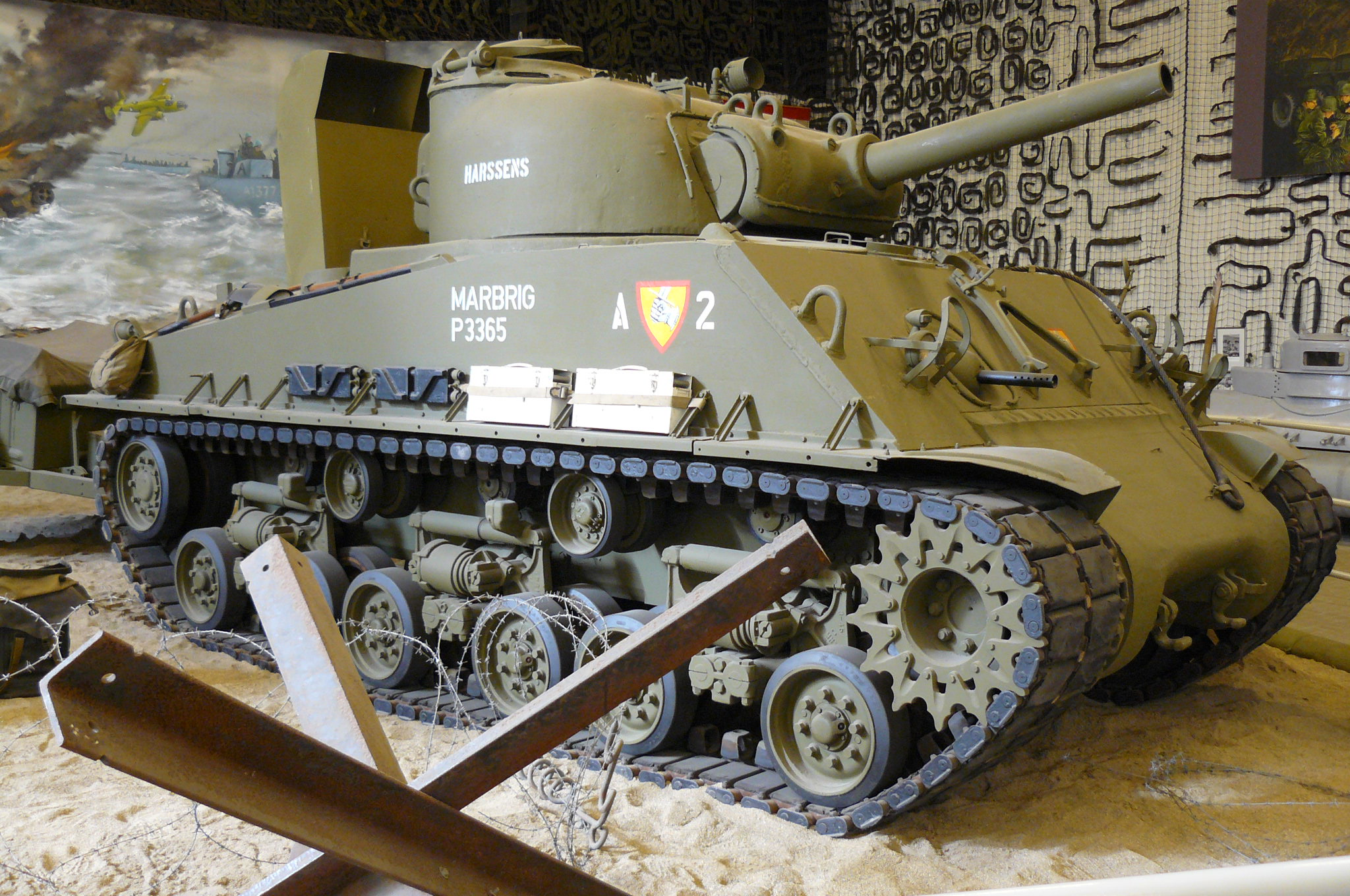
Sherman M4A3 met 105mm-houwitser en HVSS.

Er zijn diverse versies van de Sherman gebouwd. De M4 en de M4A1 waren vrijwel identiek met als belangrijkste verschil de geschutskoepel; deze was gelast of gegoten in het geval van de M4A1.
De M4A2 kreeg de General Motors 6046 dieselmotor. Deze tank werd ook geleverd aan de Sovjet-Unie en aan de Britten. Het Amerikaanse leger heeft deze versie alleen gebruikt voor trainingsdoeleinden en niet in de strijd. Logistiek was het eenvoudiger om aan het front alleen voertuigen met benzinemotoren te gebruiken.
De M4A3 had een Ford-motor en deze versie werd het meest gewaardeerd. In maart 1945 werd voor de Easy Eight (M4A3E8) een nieuwe ophanging ontworpen (HVSS). Daardoor reed de tank sneller dan de tanks met de oudere ophanging. Deze ophanging is ook toegepast op de M40 en M43 gemechaniseerde artillerie. De M4A3 type tanks zijn bijna uitsluitend gebruikt in het Amerikaanse leger, ook na de oorlog.
De M4A4 kreeg de Chrysler A57 motor als krachtbron. De A57 bestond uit vijf zescilinder benzinemotoren die aan elkaar waren gemonteerd. Een zeer complex, zwaar en groot geheel die een 28 centimeter langere tank noodzakelijk maakte.
De M4A6 kreeg ook een dieselmotor, maar hiervan zijn slechts 75 exemplaren gebouwd.
De M4A5 aanduiding was gereserveerd voor de Canadese Ramtank; deze was ontwikkeld in samenwerking met de Britten, ook op basis van de M3 Grant.
De eerste exemplaren werden uitgerust met een 75 mm-kanon dat projectielen afvuurde met een lage mondingssnelheid waardoor de penetratiekracht van het projectiel tamelijk gering was. Later werd de Sherman voorzien van een effectiever 76 mm-kanon. De Britten bewapenden sommige van hun tanks met het nog krachtiger 17 ponder-kanon: de Sherman Firefly. Het hoge profiel maakte de Sherman nog steeds een gemakkelijk doelwit voor vijandelijke tanks en antitankkanonnen. De bepantsering, vooral aan de achterkant, was dun waardoor brandstof en motor en de hoog opgeslagen munitie snel vlam vatten. De Sherman kreeg daardoor de bijnaam Tommy cooker (soldatenbrader) omdat er zoveel tankbemanningen in verbrandden. Later in de oorlog werden waterzakken rond de munitie gehangen, een simpele maatregel waardoor de kans dat een tank na een voltreffer in brand vloog gereduceerd werd van 60% tot 15%. Versies van de Sherman met deze waterzakken kregen de toevoeging van de letter W.
De Sherman hielp de geallieerden de oorlog te winnen, niet zozeer door haar technische kwaliteiten, maar door de geschiktheid voor massaproductie, waarin de Amerikaanse oorlogsindustrie superieur was.

### Bergingstank

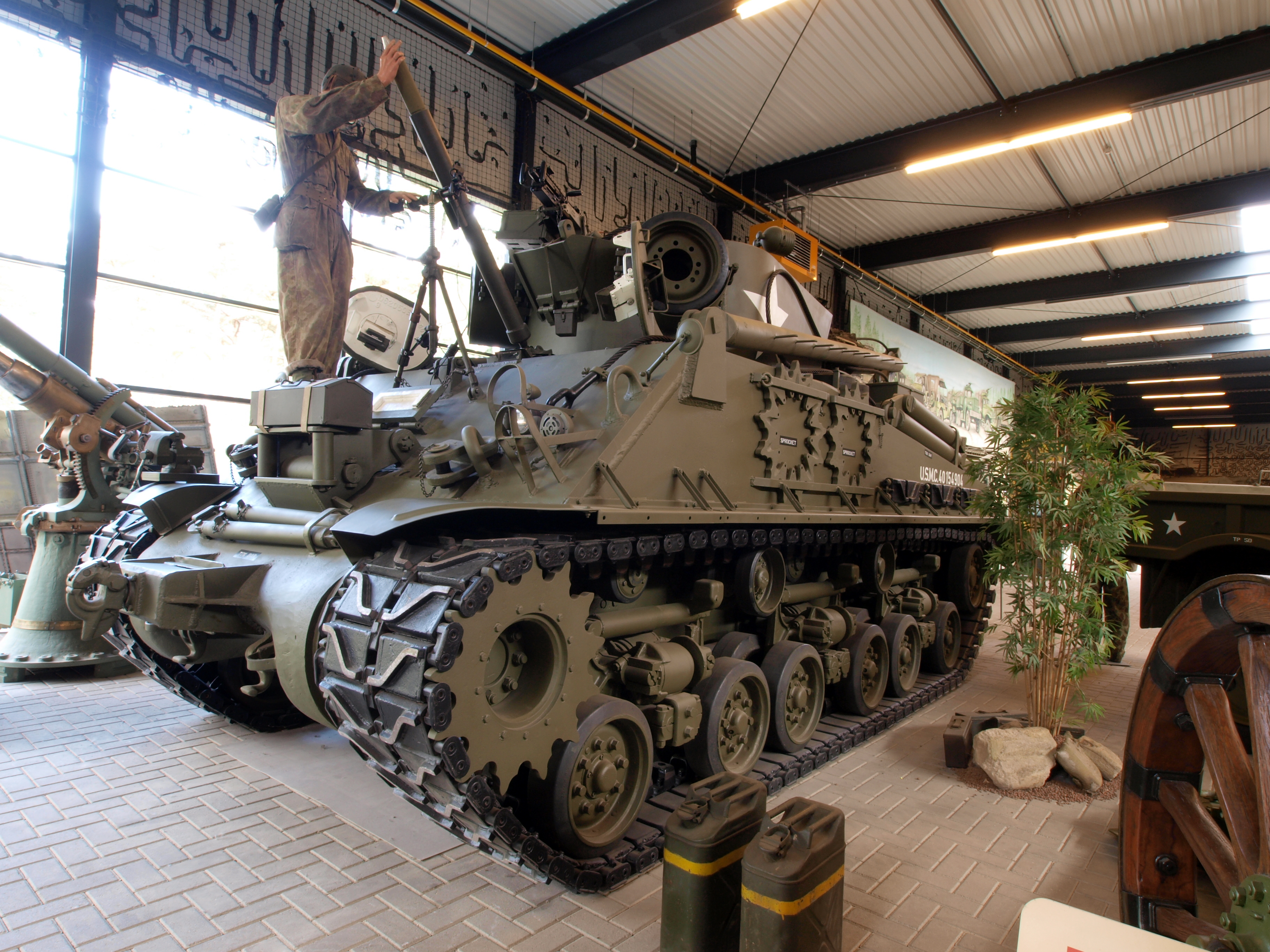
M32B3 bergingstank in Oorlogsmuseum Overloon.

De eerste middelzware bergingstank van het Amerikaanse leger was gebaseerd op het chassis van de M3 Grant. Deze kwam in 1942/1943 in dienst. Tekorten aan dit chassis maakte een bergingstank op basis van de M4 Sherman noodzakelijk. De aanpassingen waren groot: de geschuttoren verdween en hiervoor kwamen in de plaats een gepantserde opbouw, een lier werd geïnstalleerd en een hefboom, de zogenaamde A-frame, werd aan de voorzijde geplaatst. Als deze niet werd gebruikt, lag deze over de tank heen naar achteren. In september 1943 kwam deze versie als de M32 in productie. De opvolger, de M32B1 maakte gebruik van het M4A1 tankchassis, de M32B2 het M4A2 enzovoorts. De laatste versie was de M32B4.
In de bergingstank zaten de bestuurder en de bediener van een machinegeweer voorin. De plaats van de rest van de bemanning, twee personen, was in het midden van het voertuig en de motor en de versnellingsbak zaten achterin. De hefboom had een lengte van 5,5 meter en de lier een trekkracht van 27 ton. De Continental R975 werd gebruikt als krachtbron. Het voertuig had een actieradius van 165 kilometer en brandstoftanks met een capaciteit van 651 liter. De maximale snelheid op de weg bedroeg 42 km/h.

## Prestaties tijdens de oorlog
De Sherman werd gebouwd om infanterie-eenheden te steunen tijdens hun operaties en niet om de confrontatie aan te gaan met Duitse tanks zoals de Panther, de Tiger I en de Tiger II die superieur bleken in bepantsering en vuurkracht. Het was een verschrikkelijke ervaring voor de bemanningen van Sherman-tanks om een gevecht aan te gaan met een Panther of Tiger omdat ze wisten dat zeker een of meerdere bemanningen zouden omkomen. Ze konden hun tegenstander alleen uitschakelen door het pantser aan de zij- of achterkant te doorboren in een manoeuvre met meerdere Shermans.

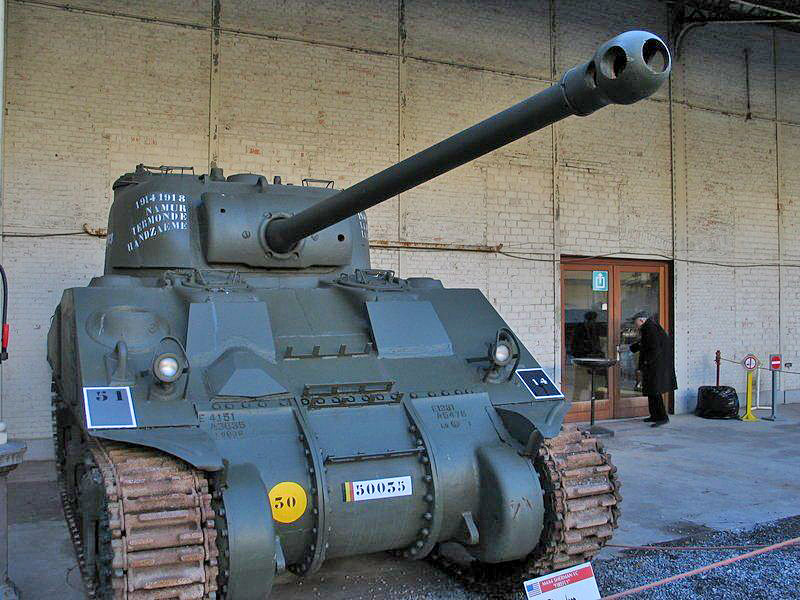
Sherman Firefly in het Koninklijk Museum van het Leger en de Krijgsgeschiedenis te Brussel (29 jan 2005)

Ontmoetingen met de zware Duitse tanks waren echter relatief zeldzaam door de vrij lage productiecijfers en operationele gereedheid van deze Duitse tanks. De Duitse tanks hadden bij de geallieerde tankbemanningen zeker een gevreesde reputatie, maar in praktijk vormde antitankgeschut en andere antitankwapens de grootste bedreiging. Het 75mm-kanon, hoewel minder effectief tegen de Duitse tanktypes van later in de oorlog, was uitstekend in het uitschakelen van antitankgeschut met hun bemanning en infanterie in het algemeen. De snelheid van de tank en haar betrouwbaarheid stelde de Amerikanen in staat tot imitatie van de Duitse Blitzkrieg-tactiek, die ze hadden bestudeerd.
De meest gevreesde tegenstander voor de M4 Sherman-tank was het Duitse 88mm-luchtafweergeschut. Dit geschut dat oorspronkelijk gebruikt werd bij de luchtdoelartillerie bleek een verwoestende uitwerking te hebben op pantservoertuigen en werd door de Duitsers zeer succesvol ingezet voor luchtafweer en als antitankgeschut. Na één voltreffer was de tank meestal uitgeschakeld. Ook hiertegen moesten de tanks het hebben van hun overweldigende aantallen. Daarnaast was de tank kwetsbaar voor Duitse pantsergrenadiers bewapend met onder andere panzerfausten en werpmijnen.
De verliezen per eenheid waren vaak aanzienlijk maar konden goedgemaakt worden uit de enorme materieelreserve. Belton Y. Cooper stelt in de memoires die hij schreef van de 3e Pantserdivisie van het Amerikaans leger dat de organieke sterkte aan Shermans bij de divisie 222 stuks bedroeg maar er over de hele duur van de oorlog in totaal 1350 stuks tijdens gevechten verloren gingen; die werden alle aangevuld.
Toch was het voor de geallieerden niet absoluut noodzakelijk een sterkere tank te bouwen omdat hun luchtoverwicht al de belangrijkste troef tegen de Duitse pantserstrijdkrachten was. Tijdens het Ardennenoffensief vernietigden Britse Typhoons eens, naar eigen zeggen, 175 Duitse tanks in één dag. Bij operatie Lüttich hadden de Typhoons in Normandië al een vergelijkbaar succes geboekt.
Naast de luchtoverwicht zorgde de doctrines en logistiek van het Amerikaanse leger er voor dat men vrijwel de gehele oorlog lang leunde op het gebruik van de Sherman-tank. Ten eerste heerste onder leiding van generaal Lesley McNair de dominante doctrine dat het uitschakelen van vijandelijke tanks vooral door gespecialiseerde antitankeenheden moest gebeuren. Tanks daarentegen moesten volgens de door de Amerikanen ontwikkelde doctrine hoofdzakelijk worden ingezet om de infanterie ondersteunen en te anticiperen op doorbraken in de vijandelijke linies. De Sherman-tank volstond in deze taken uitstekend. Ten tweede speelden beperkingen in de logistiek van de Amerikanen een grote rol. Het feit dat de Amerikaanse fabrieken buiten bereik van de asmogendheden lagen had het voordeel dat de productie niet door bombardementen verstoord konden worden. Het creëerde echter wel een logistiek probleem, namelijk dat de tanks verscheept moesten worden over de Atlantische- en Stille Oceaan. Aanpassingen en reparaties moesten daarom simpel en snel op het slagveld uitgevoerd kunnen worden. De voorkeur lag daarom bij de Amerikanen bij betrouwbare en goed geteste uitrusting. Het ontwerp van de Sherman-tank en de gevechtservaring die er in de loop van de oorlog al mee was opgedaan sloot goed bij deze gedachte aan. Het Amerikaanse leger koos dus bewust om met kwantiteit en onderhoudsvriendelijkheid de sterkere Duitse tanks te verslaan.

## Na de oorlog
Na de oorlog werd de Sherman nog lang gebruikt, zowel bij de Verenigde Staten als bij hun bondgenoten.

### Verenigde Staten
Na afloop van de oorlog werd het leger van de VS sterk ingekrompen. De productie van tanks viel na 1946 helemaal stil. Hoewel veel Shermans werden weggeschonken of naar de schroothandel verwezen (die ze vaak ombouwde tot bulldozer) bleef het type dus de meest gebruikte tank naast de nieuwere M26 Pershing. Bij het uitbreken van de Koreaanse Oorlog waren er nog 3102 in dienst. In 1951 kwam de tankproductie weer op gang en in 1953 werden ze in aantal voorbijgestreefd door nieuwere types, zoals de M26, M46, M47 en M48 en daarna snel uitgefaseerd. In de Koreaanse oorlog was de M4A3E8 Sherman erg effectief tegenover de T-34/85. De tanks waren op zich vergelijkbaar en konden elkaar uitschakelen met hun kanon. De Sherman had echter betere richtmiddelen waardoor deze een grotere kans had dat het eerste schot raak was.

### Nederland
Nederland had vlak na de oorlog geen geld voor de aankoop van tanks. Daarom plunderde men de enorme wapendumps maar die door de geallieerden op Nederlands grondgebied waren achtergelaten. Eerst gebruikte men voornamelijk de Canadese Ramtank, maar al in 1946 waren 57 Sherman Firefly's "veiliggesteld". In september 1947 begon men met de opleiding op de Sherman van de eerste bemanningen bij de Cavalerieschool in Amersfoort (de opvolger van de eerdere Pantserschool die op 18 juni 1945 in Bergen-op-Zoom was opgericht). De trainingseenheid was het experimentele Proefeskadron Vechtwagens, gevormd op 15 juli 1947 en op 1 november 1948 omgedoopt tot Depot Vechtwagens. Begin jaren vijftig werden het 3e, 4e en 5e Tankbataljon met de Sherman uitgerust. Hiervoor had men niet genoeg Firefly's en dus werden die aangevuld met oudere typen met een slechtere bewapening zoals het 76 mm- of zelfs 75 mm-kanon. In het kader van een MDAP (Mutual Defense Assistence Program - in feite een eenzijdige hulp) kreeg Nederland van de VS 47 "nieuwe" M4A1's in bruikleen. Men poogde de eskadrons zo veel mogelijk met tanks van één type uit te rusten. Op 17 maart 1951 stonden 141 Shermans op de inventarislijst, vele in deerniswekkende toestand en eigenlijk alleen nog goed genoeg om onderdelen uit te slopen. Het is niet duidelijk of dit totaal ook de Firefly's omvatte. Van deze werden er 23 hersteld met onderdelen die, opnieuw, door de VS ter beschikking werden gesteld; van minstens twintig andere (alle M4A2 en M4A3's) werd het karkas bewaard om in de IJssellinie in te bouwen.

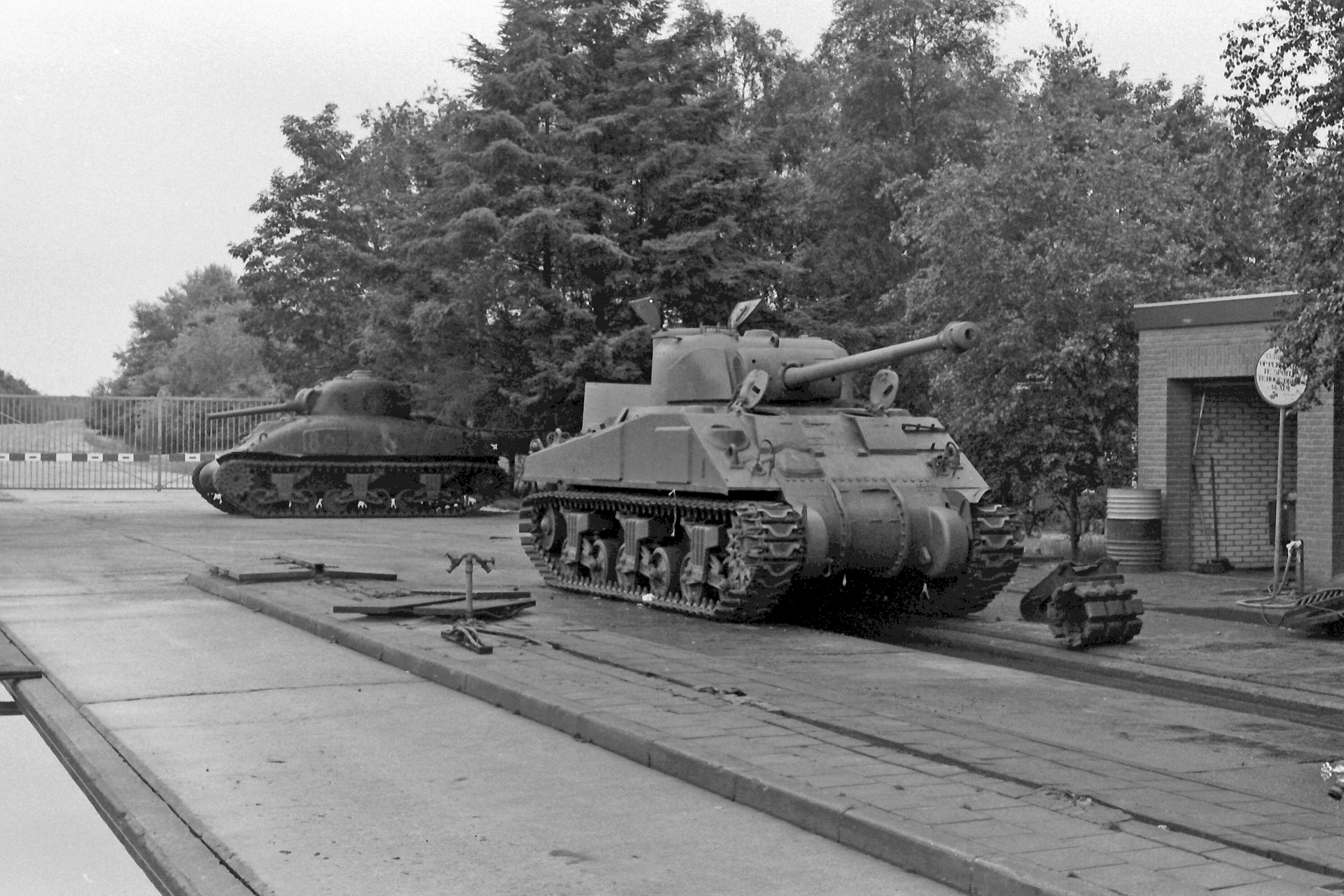
OCC Amersfoort Sherman tanks

Al bijna meteen, vanaf 1953, werd de Sherman uitgefaseerd voor 658 exemplaren van de Britse Centurion, die de Amerikanen aankochten en aan Nederland in bruikleen gaven. De Sherman Firefly's werden hierop in 1957 gebruikt om het middelzware tankeskadron in de twee verkenningsbataljons te vullen als aanvulling op de lichte M24 Chaffee; die werden van 1958 af alweer uitgefaseerd voor de AMX 13. Op 2 januari 1959 stonden nog 131 Shermans op de inventaris, waaronder 20 bergingstanks. Een aantal was al ingebouwd in de IJssellinie; van het plan om ook de rest daar in te gieten kwam niets terecht omdat heel die linie gedeactiveerd werd. Het Korps Mariniers nam 31 Shermans met 105 mm-houwitser over als aanvulling op zes stuks die het uit Nederlands-Indië mee terug had genomen; de rest werd gebruikt als oefendoel. Toen de mariniers ook deze laatste voertuigen begin jaren zeventig afdankten, werden enkele tanks informeel door verschillende eenheden overgenomen om in de avonduren als speeltje te dienen voor verveelde dienstplichtigen, met in het achterhoofd de gedachte dat het altijd beter is wél dan géén tank bij de hand te hebben.
De Sherman werd ook gebruikt in de slag om Overloon, waarbij het hele dorp werd vernietigd.
In Ede staat op de Langenberg een M4 Sherman als monument voor de bevrijding van Ede op 17 april 1945; zie Canadese Tank op de Langenberg

### België

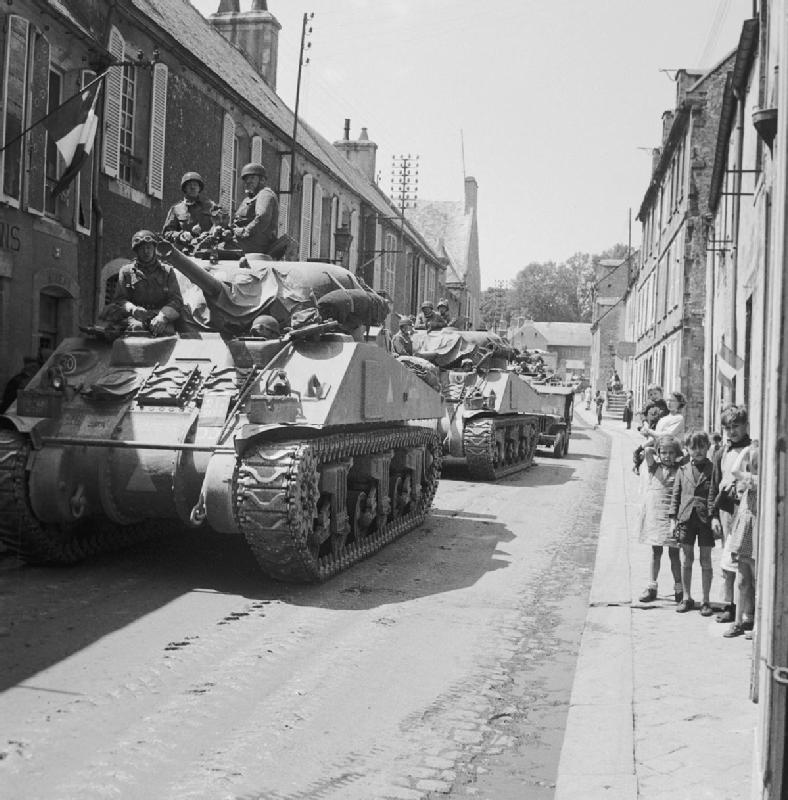
Een Sherman in Normandië

In België was na de oorlog het defensiebudget iets minder krap dan in Nederland (men had geen grote koloniale oorlog uit te vechten) en dus werden in 1948 ruim 200 Firefly's gekocht bij van Loo in Antwerpen. Deze schroothandelaar had op een dump bij Sint-Anna een gigantische hoeveelheid materieel staan dat hij voor een zacht prijsje had overgenomen van de Britten. De Belgische staat betaalde 35.000 frank per stuk, niet heel veel meer dan de schrootwaarde. De tanks werden gereviseerd in het arsenaal van Rocourt. De Britse Firefly's waren op verschillende typen gebaseerd: de M4A1's werden gebruikt om 6 april 1949 het 2e Lanciers op te richten; eerst met slechts 29 tanks, in juni verhoogd tot 58. De M4A4's gingen naar het 1e Gidsen, opgericht op 4 augustus 1950, en, 72 in getal, naar het 1e Lansiers toen dat op 1 juni 1951 een middelzwaar tankbataljon werd. Het 2e Jagers te Paard kreeg op 15 mei 1952 ook een eskadron toegewezen.
Behalve deze Britse Shermans kreeg België in het kader van een MDAP een bataljon M4A1's met 76 mm-kanon in bruikleen van de VS, waarmee in oktober 1950 het 3e Lansiers werd opgericht.
De eskadrons van deze eenheden hadden eerst ieder ook nog twee Shermans met 105 mm-houwitser, voor de vuurondersteuning tegen "zachte" doelen. Later werden die per zes gebundeld in een apart "stormpeloton".
Naast deze Shermans met krachtige bewapening had het Belgische leger nog de hand weten te leggen op wat oudjes met het 75 mm-kanon: die werden versleten in de rijopleiding.
Vanaf 1952 kende België een enorme instroom van maar liefst 1215 moderne tanks (M26, M46A1, M47) die in het kader van verschillende MDAP's in bruikleen werden gegeven; hoewel dit het leger toestond om 21 regimenten en bataljons aan pantsertroepen te vullen (ter vergelijking: Nederland had toen negen tankbataljons), werd de Sherman toch nog in reservestatus gehouden. Men had immers verschillende lichtingen dienstplichtigen op deze tank opgeleid en al meteen bij een primaire mobilisatie zou men vier eenheden met Shermans activeren, hoewel diezelfde eenheden óók nog een allocatie van M26's hadden. Tot eind 1959 werden er herhalingsoefeningen mee gehouden. Omdat de legers van het Warschaupact zijn tijdgenoot de T-34/85 nog in dienst hadden, bleef de Sherman een zekere bruikbaarheid behouden.
Het Koninklijk Legermuseum te Brussel toont nog een aantal exemplaren.

### Israël
Na 1948 ging Israël wanhopig op zoek naar meer militair materieel. Er konden geen nieuwe tanks worden gekocht door embargo's. Daarom verwierf men, legaal en illegaal, vele honderden Shermans van allerlei wapendumps over de hele wereld. Deze tanks werden eerst alleen maar gereviseerd en zo ook in 1956 gebruikt tegen Egypte; in 1967, tijdens de Zesdaagse Oorlog, was het leeuwendeel al met Franse hulp omgebouwd met een krachtiger 75 mm (M50 "Isherman") of 105 mm (M51 " Super Sherman")-kanon. Zo deden ze met relatief succes nog dienst in 1973 tijdens de Jom Kipoeroorlog. Ze bleken effectief tegen veel nieuwere tanks van Russische makelij als de T-54, T-55 en T-62. Daarna werden ze overgedaan aan de grenstroepen en nog later geschonken aan de milities van het "Zuid-Libanese Leger" of verkocht aan Chili.
Het laatste land waarvan met zekerheid bekend is dat het de Sherman nog in operationele dienst had, is Paraguay met tien stuks overgenomen van Argentinië; vijf daarvan, geleverd in 1983, zijn uitgerust met het Franse 105 mm Lang 44-kanon. De laatste vier exemplaren werden in april 2018 met pensioen gestuurd, waarmee het operationele tijdperk van deze tank ten einde kwam.

## Naslagwerk
- M4 Sherman, auteur: George Forty. Uitgeverij: Blandford Press, Poole, Verenigd Koninkrijk, 1987. ISBN 0 7137 1678 9